# HaFraBa
Asociația pentru pregătirea autostrăzii Hansestädte–Frankfurt–Basel (în germană Verein zur Vorbereitung der Autostraße Hansestädte–Frankfurt–Basel), cunoscută sub numele de HaFraBa, a fost o organizație dedicată dezvoltării unuia dintre primele proiecte majore de autobahn din Germania.

## Fondare și denumire
Asociația a fost fondată pe 6 noiembrie 1926 sub denumirea Verein zum Bau einer Straße für den Kraftwagen-Schnellverkehr von Hamburg über Frankfurt a.M. nach Basel (în română Asociația pentru construirea unei șosele pentru traficul rapid al automobilelor de la Hamburg prin Frankfurt până la Basel) de către Robert Otzen.
Pe 31 mai 1928, asociația și-a schimbat numele în Verein zur Vorbereitung der Autostraße Hansestädte–Frankfurt–Basel, pentru a include în planificare orașele hanseatice Bremen și Lübeck. Deoarece termenii Hamburg și Hansestädte încep cu aceleași litere, s-a putut păstra abrevierea HaFraBa.
- - Autostrăzi planificate și taxă ==

Planificarea inițială prevedea o legătură de autostradă de la Hamburg la Hanovra și de la Frankfurt la Basel (și mai departe către Genova), iar ulterior a inclus Bremen și Lübeck. Planurile erau aproape identice cu traseul actual al Bundesautobahn 5 și partea nordică a Bundesautobahn 7.
În 1930, pentru fiecare oraș implicat, au fost prezentate planuri detaliate de conectare la HaFraBa în rezumate intitulate „Städte an den Hafrabastraßen” (în română „Orașe pe drumurile HaFraBa”). Acestea au fost redactate de J. F. Amberger (Heidelberg), Adolf Elsaesser (director de urbanism al Mannheim), Theodor Krebs (Darmstadt), Maurer (Mainz), Rehorn (șeful traficului din Kassel) și Carl Thalenhorst (senator al autorităților de construcții din Bremen) în ziarul Hafraba-Mitteilungsblatt.

## Sistemul de taxare și evoluția proiectului
Guvernul nu a considerat proiectul HaFraBa necesar, astfel că asociația a planificat implementarea unui sistem de taxare pentru finanțare. Calculul tarifelor a dus la următoarele costuri:
- Automobil (inclusiv șoferul): 3 pfenig pe kilometru
- Fiecare pasager suplimentar: 1 pfenig pe kilometru
- Camion: 2 pfenig pe kilometru
- Încărcătura: 0.5 pfenig pe tonă și pe kilometru

Inițial, proiectul a fost respins de naziști, însă, după venirea la putere a lui Adolf Hitler, planurile au fost adoptate parțial în construcția Bundesautobahn 5 și Bundesautobahn 7. Ulterior, asociația și-a schimbat numele în Gesellschaft zur Vorbereitung der Reichsautobahnen (Societatea pentru Pregătirea Autostrăzilor Reichului), reflectând noile direcții ale infrastructurii rutiere din Germania.